# 失效靜默系統
失效靜默系統（fail-silent system）是指在失效時，會完全不提供服務（靜默狀態）的系統。失效靜默系統會偵測本身的功能是否失效，並且在偵測到某功能失效時停止該功能。例如某個通訊頻道是失效靜默系統，在失效時該頻道不動作，但不影響整體系統，系統仍可以用其他的通訊頻道運作。
功能安全中要求的失效安全，是在功能失效時系統可以維持在安全狀態。若系統停止某功能之後是維持在安全狀態，那麼失效靜默系統也是達到失效安全的方式之一。像有些系統基礎晶片就會有fail silent的模式。有些系統也會用相同功能（例如電源、通訊）的多個失效靜默系統，用系統冗餘的方式達到功能安全的目的，且讓系統可以正常運作。